# Lisia, Blagoevgrad
Lisiia (în bulgară Лисия) este un sat  în Comuna Blagoevgrad, Regiunea Blagoevgrad, Bulgaria.

## Demografie
Componența etnică a satului Lisia
     Bulgari (100%)
     Nicio identificare (0%)
     Altele (0%)
La recensământul din 2011, populația satului Lisia era de 11 locuitori. Din punct de vedere etnic, majoritatea locuitorilor (100,0%) erau bulgari. Pentru 0,0% din locuitori nu este cunoscută apartenența etnică.